# Kostel svatého Vojtěcha (Vejprnice)
Kostel svatého Vojtěcha je renesanční kostel nacházející se v centru obce Vejprnice v Plzeňském kraji. Tento kostel patří mezi venkovské kostely, které mají hlavní oltář vystavěn na západ.

## Historie
Z historie vejprnického kostela jsou nám známy i jeho předchůdci. Jejich přesná poloha není známa, ale víme, že u jednoho se jednalo o gotický kostel z roku 1355, kde se odváděly desátky z vejprnické farnosti. V roce 1368 je připomínán první zástavní pán a roku 1377 pak i první farář. A dále se ve Vejprnicích nacházel ještě jeden kostel, který stál v mokřinách a byl ze dřeva, proto moc dlouho nevydržel a byl přestavěn do míst bývalého vejprnického ovčína (kde se nyní nachází nová škola). V blízkosti taktéž stávala myslivna a fara.
Roku 1722 byla zahájena stavba vejprnického kostela, jak ho známe dnes. Údajně ho stavěl František Maxmilián Kaňka, nebo jeho učeň Ignác Prée.

## Popis

### Exteriér
Kostel je krytý taškami. Cibulovitá věžní báň je současně šedé barvy, stejně jako lucerna a ostatek věže. Křížek s makovicí jsou pozlacené. Věž kostela je orientována na západní stranu a měří 37 metrů. Kostel je barokní. Věž vlastní i hromosvod, který byl pořízen Martinem Pachlem, který zde působil jako farář. Ve zvonici umístěné pod cibulovitou bání jsou tři zvony. Největší z nich je pojmenován po patronovi kostela, další zvon nese jméno Marie. Zbylý zvon - ranní, vlastní jméno nemá. Stejně tak umíráček nacházející se ve věžní lucerně. Kostelní hodiny jsou umístěny pod zvonicí, mají dva ciferníky, ručičky s ciframi jsou pozlacené. Kolem kostela býval osadní hřbitov obehnaný zdí. U kostela stojí dvě kaple, Boží hrob a kostnice, která ale byla roku 1893 předělaná na kapli Panny Marie Lurdské. S kostelem je spojena fara  s dřevěnou lávkou.

### Interiér
Čelní štít s hlavním vchodem do kostela od východu je stavěn až do výšky hřebenu kostelní střechy a je zdoben dvěma sochami tesanými z kamene. Kostel má tři vchody - jeden hlavní a dva vedlejší, které jsou umístěny po stranách kostela proti sobě. Vedlejší vchod ze strany severní je nepřístupný, jelikož byl před ním postaven oltář sv. Jana Nepomuckého. Vnitřek kostela je vyzdoben nástěnnými malbami a ze dřeva vyřezanými sochami. Kostel je jednolodní klenutá stavba se střední kopulí. Má tři oltáře, po stranách hlavního oltáře jsou sloupy zdobené sochami členů svaté rodiny. Nad svatostánkem se nachází krucifix a po jeho obou stranách jsou na kamenných podstavcích sochy Panny Marie a svatého Jana. Nad křížem je malba vyobrazující život svatého Vojtěcha. Kostelní presbytář je oddělen mřížkami. Před mřížkami na pravé straně se nachází mramorová křtitelnice, po levé straně pak kazatelna, na jejímž vrcholu nesou dva andělé desky Desatera. Na pravé straně od kazatelny je výklenek s přesýpacími hodinami. V hlavní lodi jsou dvě řady dubových lavic. Varhany mají čtrnáct rejstříku a dva manuály o pěti oktávách. Součástí mobiliáře jsou sochy a sousoší v reálné velikosti a obrazy. Zpovědnic je šest, podlaha je vydlážděna pískovcovými plotnami. Sakristie se nachází pod kostelní věží a je klenutá. V ní při severní straně jsou barokní skříně se zásuvkami, ve kterých jsou mešní roucha a jiné bohoslužební potřeby. Nejvýše je vztyčen kříž. Od umíráčku a poledního zvonu jsou v sakristii provazy ke zvonění.